# Мансийская литература
Манси́йская литература — литература народа манси (прежде вогу́лы).

## Период до появления письменности
До возникновения письменности словесное творчество манси бытовало только в устной фольклорной форме. Мансийский фольклор весьма богат с точки зрения его жанровой структуры. Е. В. Чепкасов приводит сводную классификацию его жанров:
I. Песни (эрыг)
- Героические песни (эрыг отырт, тэрнын эрыг).
- Призывные песни, посвященные духам-предкам (кастыл латын).
- Клятвенные речи (нюлтыл).
- Заклинания (сатыл латын).
- Песни, воспевающие медведя (уй эрыг), исполняются только на медвежьем празднике.
- Сатирические песни (тулыглап эрыг), исполняются только на медвежьем празднике.
- Лирические песни (эрыг).

II. Сказки (мойт).
- Священные сказки (ялпынг мойт). Сюда входят мифы о происхождении Земли, небесных светил, о происхождении героев и превращении их в духов-покровителей. Это самые древние сказки.
- Героические сказания, военные сказки (тэрнын мойт). Это богатырский эпос народа о прошлых военных столкновениях, междоусобных войнах.
- Бытовые сказки (мойт). В бытовых сказках повествуется об обыденных ситуациях и реальных событиях, оставивших след в памяти народа. Фантастика здесь уступает место реальному изображению жизненных ситуаций. Герои сказок обычно проявляют ум, находчивость, смекалку и отвагу, то есть умственное и физическое превосходство над врагами.
- Заимствованные сказки (рущь мойт) — русские сказки, в них неизменно присутствуют цари и солдаты.
- Детские сказки (няврам мойт) — особого рода произведения, знакомящие детей с действительностью окружающего мира, с взаимосвязью явлений природы на простых примерах, на четком, понятном языке.
- Шаманские сказки (кайнэ мойт) — обрядово-магические тексты, порождаемые шаманами, адресованные духам и обладающие тайным «сказочным кодом». Для непосвященного шаманские сказки кажутся героическими или бытовыми.

III. Афористические виды фольклора.
- Загадки (амысь).
- Пословицы и поговорки (ханисьтап латныт-потрыт).
- Нравоучения и запреты (ялпынг ровталут хултуп).

## Период формирования письменной литературы
Введение отсутствовавшей ранее письменности и издание первых букварей (первый мансийский букварь издан в 1932 году), возникновение местной прессы, где печатались молодые авторы, публикация народного творчества — таковы предпосылки рождения на фольклорной основе литературы манси.
Первые произведения этой литературы появились на страницах журнала Ханты-Мансийского педучилища «Советский Север» и в окружной газете «Остяко-Вогульская правда». Первые оригинальные произведения мансийских писателей были опубликованы в конце 1930 — начале 1940-х Первая мансийская писательница М. Вахрушева (Баландина) начала печататься в 1938. Далее последовала публикация фольклора (Хантэйская и мансийская поэзия. — Омск, 1940). Позднее в мансийскую литературу вошел писатель П. Еврин (Чейметов) — автор повести «Два охотника» (1940). В послевоенные годы вышли автобиографические повести мансийских авторов М. Вахрушевой «На берегу Малой Юконды» (1949) и М. Казанцева «Рассказ о себе» (1949). Первым профессиональным поэтом манси стал Юван Шесталов (книга стихотворений «Пойте, мои звёзды» опубликована в 1959).
Отличительной чертой мансийской литературы является двуязычие. На мансийском языке написаны произведения М. Вахрушевой, Ю. Шесталова (последний печатает также в авторизованном переводе), на русском языке А. Тарханова, Ю. Шесталова, А. Коньковой.

### Научные исследования
- Авдеев И. И., Мансийские сказки, Л., 1938;
- Баландин А., Мансийские сказки и песни, Л., 1939;
- Баландин А. Н. Язык маньсийской сказки. — Л.: Изд-во Главсевморпути, 1939. — 80 с. — 500 экз.
- Комановский Б. Л. Мансийская и хантыйская литературы // Краткая литературная энциклопедия: В 9 томах / Гл. ред. А. А. Сурков. — М.: Советская энциклопедия, 1967. — Т. 4. Лакшин—Мураново. — С. 591—592.
- Куприянова З. Н., Ромбандеева Е. И., Мансийская лирич. песня, «Уч. зап. Ленингр. пед. ин-та им. Герцена», 1960, т. 167;
- Огрызко В. В. Писатели и литераторы малочисленных народов Севера и Дальнего Востока: Библиографический справочник. — М., 1998, Ч. 1.
- Патканов С. К. Тип остяцкого богатыря по остяцким былинам и героическим сказаниям. — СПб.: Тип. С. Н. Худекова, 1891. — II, 74 с.
- Хантэйская и мансийская поэзия, Омск, 1940;
- Чернецов В., Вогульские сказки, Л., 1935;

### Образцы творчества
- 30 тал (30 лет). Сб. стихов мансийских, хантыйских и ненецких поэтов), Тюмень, 1961;
- Авдеев И. И. Песни народа манси. — Омск: Омгиз, 1936. — 125 с. — 5000 экз. Архивировано 20 февраля 2025 года.
- Мы люди Севера, Л., 1949;
- Писатели Среднего Урала, Свердловск, 1965;
- Плотников М. А., Янгал-маа, М. — Л., 1933;
- Под северным солнцем, Свердловск, 1965;
- Север поет, Л., 1961;
- Северные россыпи, Салехард, 1962;
- Литературное наследие обских угров. Том I. Мансийская литература,Ханты-Мансийск, 2016;